# Judah Samet
Judah Samet (en hebreo: יהודה סמט‎; Debrecen, 5 de febrero de 1938-Pittsburgh, 27 de septiembre de 2022) fue un orador, empresario y sobreviviente del holocausto húngaro-estadounidense. A la edad de seis años, él y su familia fueron llevados desde Debrecen, Hungría, al campo de concentración de Bergen-Belsen, donde pasaron once meses. Después de la Segunda Guerra Mundial, la familia emigró a Israel, donde posteriormente sirvió en las Fuerzas de Defensa de Israel y trabajó como maestro. Más tarde se mudó a Canadá y luego a los Estados Unidos. En 2018, fue testigo y sobreviviente del tiroteo en la sinagoga de Pittsburgh.

## Primeros años
Nació en Debrecen, Hungría, el 5 de febrero de 1938, en el seno de una familia judía ortodoxa. Sus padres eran dueños y administraban dos fábricas de tejidos y tenían cuatro hijos: dos hijos, Moshe y Yakove, ambos mayores que Judah, y la menor, una hija, Henyah. La familia vivía al otro lado de la calle de una sinagoga.

### Holocausto
En marzo de 1944, los nazis entraron en Debrecen y obligaron a miles de judíos a subir a vagones con espacio, comida y agua limitados. Samet recuerda que fueron ignorados por otros ciudadanos. Estaba con su familia en un tren que se dirigía al campo de concentración de Auschwitz, pero fue desviado al campo de concentración de Bergen-Belsen después de que, según los informes, los guerrilleros checoslovacos destruyeron las vías del tren. El padre de Samet había recibido boletos y pasaportes para emigrar a Estados Unidos pero la familia no pudo salir a tiempo. Antes de ser enviados a Bergen-Belsen, Samet y su familia estuvieron detenidos en un aserradero en Austria. Llegaron al campamento alrededor de julio de 1944, donde Samet solo podía comer agua saborizada ("sopa") y "pan mohoso y duro como una roca" todos los días, y a veces mordía huesos para tratar de aliviar el hambre. Samet y sus hermanos recibirían algo de pan de su madre, que describió como la razón por la que se mantuvieron con vida. La madre de Samet le dijo que comiera piojos, que habían infectado el campamento. Un soldado alemán contempló matar a la madre de Samet porque pedía más provisiones, pero su oficial superior decidió quedarse con ella como intérprete de la Gestapo. Un compañero de prisión de Samet realizó una cirugía en el absceso de Samet en la parte posterior de su cabeza.
Después de once meses en el campamento, Samet y su familia fueron enviados en tren a un lugar desconocido. Se especuló que iban al gueto de Theresienstadt, o a un puente. El tren se detuvo en un bosque cercano a Berlín y apareció una división blindada de tanques o de infantería. El padre de Samet luego señaló que el comandante del tanque era estadounidense, y más tarde se reveló que era judío. El padre de Samet, Yekutil, murió una semana después a causa de tifoidea.
A través de París y Marsella, Samet y su familia se trasladaron a Israel en 1946, donde vivieron en un orfanato ortodoxo. Samet se graduó de una escuela secundaria del seminario.

## Carrera
Después de graduarse, Samet sirvió en la Brigada de Paracaidistas de las Fuerzas de Defensa de Israel. Su hermano Jacob murió en la Guerra del Sinaí como artillero de las FDI. También trabajó como maestro y administró dos pueblos para el gobierno de Israel.
Uniéndose a miembros de la familia, Samet se mudó a Toronto en 1961 y posteriormente a Nueva York. En Nueva York, trabajó en la fábrica de abrigos de su tío. Samet se mudó a Pittsburgh en 1962. Asistió a la Universidad Duquesne pero no se graduó. En el edificio Clark del centro de Pittsburgh, Samet administraba y en última instancia era propietario de Irving Schiffman Jewelers, fundada en 1941 por su suegro. Samet también trabajó como profesor. Se desempeñó durante 40 años como lector de la Torá y cantor en la Congregación Conservative Tree of Life - Or L'Simcha, donde había sido miembro desde 1964.
A partir de 2011, Samet dio discursos públicos sobre su vida en escuelas secundarias, universidades e iglesias. Dijo que estaba "energizado" por la recepción positiva de sus discursos.

### Tiroteo de la sinagoga de Pittsburgh
El 27 de octubre de 2018, once judíos murieron y siete resultaron heridos en un tiroteo masivo durante los servicios del Shabat en el edificio Tree of Life, lo que marcó el ataque antisemita más mortífero en la historia de los Estados Unidos. Samet llegó cuatro o cinco minutos tarde al servicio porque su ama de llaves lo había retrasado. Cuando se detuvo en un lugar para discapacitados en el estacionamiento, un hombre se le acercó y le dijo que se fuera debido al tirador activo. Antes de salir ileso del estacionamiento, Samet tuvo una visión clara del intercambio de disparos entre el pistolero y un policía.

Estaba enrojecido con (recuerdos de) el campo de concentración. De alguna manera descendió sobre mí. Y estaba pensando para mí mismo: "Nunca terminará, nunca terminará para mi familia". ¿Quién pensó que cuando llegas a Estados Unidos vas a pasar por lo mismo otra vez?
— Judah Samet, para el Pittsburgh Tribune-Review.

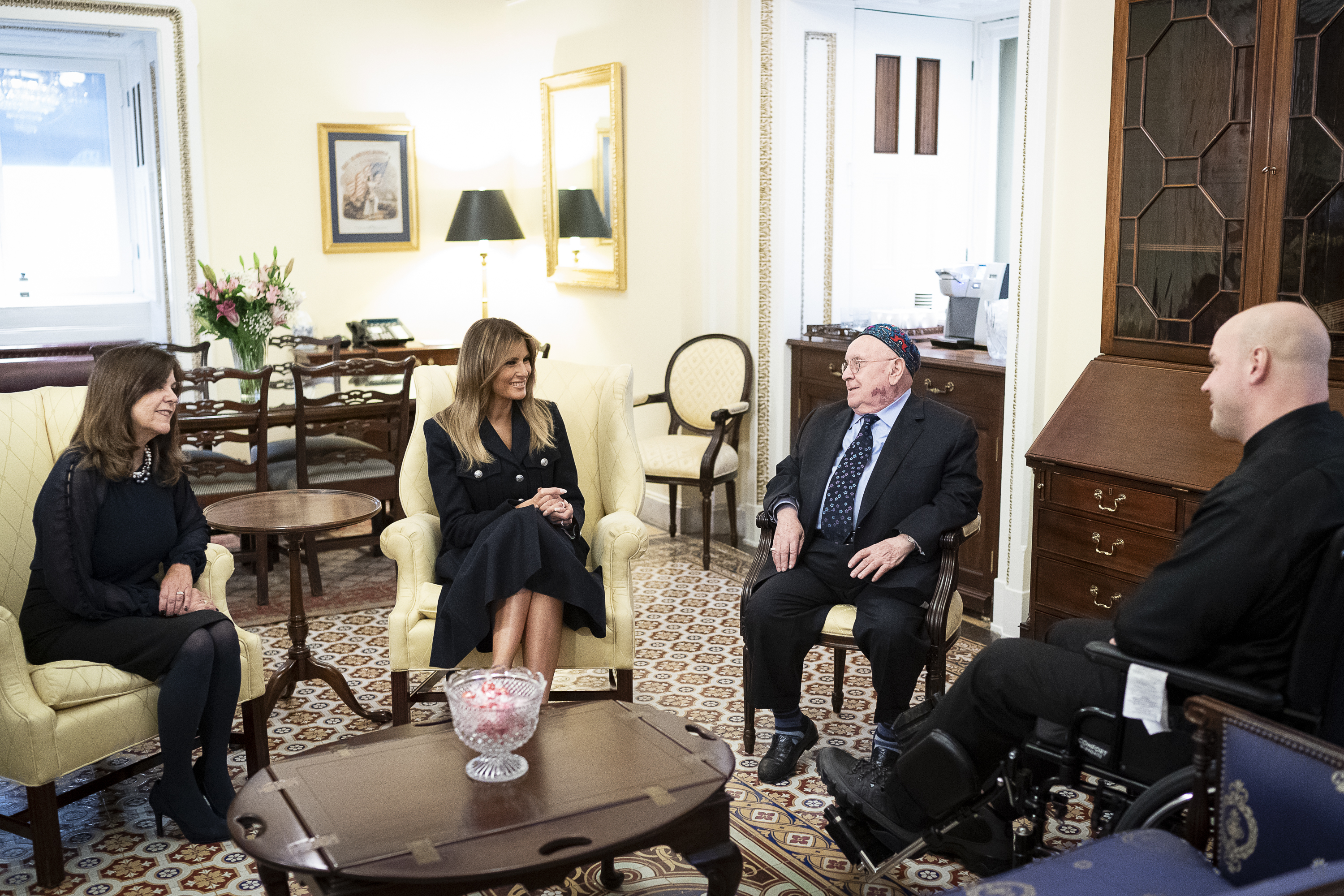
De izquierda a derecha: la segunda dama de los Estados Unidos, Karen Pence, la primera dama de los Estados Unidos, Melania Trump, Samet y el oficial de policía de Pittsburgh, Timothy Matson, en una sesión de escucha previa al discurso sobre el estado de la Unión de 2019.

El presidente de los Estados Unidos, Donald Trump, invitó a Samet a ser uno de sus invitados personales en el discurso sobre el estado de la Unión de 2019, que Trump pronunció el 5 de febrero de 2019. Samet visitó la Casa Blanca y se reunió con el presidente Trump, la primera dama Melania Trump, la primera hija Ivanka Trump y el asesor principal del presidente Jared Kushner. Después de que Trump presentó a Samet en el discurso y señaló que era el cumpleaños número 81 de Samet, la multitud aplaudió, lo ovacionó de pie y le cantó "Feliz cumpleaños". Samet sonrió, lanzó un beso, saludó a Trump, se puso de pie, inclinó la cabeza y gritó "gracias". Trump bromeó con las manos y dijo: "No harían eso por mí". No estaba usando su kipá en la dirección porque un empleado del gobierno le había dicho "nadie usa sombrero aquí" al entrar a la Cámara de Representantes. Samet dijo más tarde que admiraba a Trump y lo llamó un "hombre trabajador". Un republicano, Samet apoyó a Trump y dijo sobre él: "Me gusta mucho. Es fuertemente pro-Israel. Que un hombre fuera directamente a favor de Israel y declarara a Jerusalén como la capital de Israel... eso era algo nuevo". Sin embargo, no era políticamente activo, a diferencia de los miembros de su familia demócrata.

## Vida personal
Conoció a una maestra de Pittsburgh, Barbara, con quien luego se casó y juntos tuvieron una hija Elizabeth.
Falleció el 27 de septiembre de 2022 a los 84 años, por complicaciones de cáncer de estómago en Pittsburgh, Pensilvania.